# Ningpo-Deutzie
Die Ningpo-Deutzie (Deutzia ningpoensis) ist ein Strauch mit weißen oder rosafarbenen Blüten aus der Familie der Hortensiengewächse (Hydrangeaceae). Das natürliche Verbreitungsgebiet der Art liegt im Osten Chinas. Sie wird manchmal als Zierstrauch gepflanzt.

## Beschreibung
Die Ningpo-Deutzie ist ein 1 bis 2,5 Meter hoher, zierlich verzweigter Strauch. Die Blüten tragenden Zweige sind rötlich braun, 10 bis 18 Zentimeter lang, sternhaarig und tragen etwa sechs Laubblätter. Die Laubblätter haben meist einen 5 bis 10 Millimeter langen Stiel, bei Laubblättern an Blüten tragenden Zweigen ist er 1 bis 2 Millimeter lang. Die Blattspreite ist einfach, eiförmig-länglich bis eiförmig-lanzettlich, 3 bis 9 Zentimeter lang und 1,5 bis 3 Zentimeter breit, spitz oder lang zugespitzt, mit gerundeter oder breit keilförmiger Basis und locker gesägtem bis glattem Rand. Es werden fünf oder sechs Nervenpaare gebildet. Die Blattoberseite ist grünlich und locker mit vier- bis sieben- selten achtstrahligen Sternhaaren besetzt; die Unterseite ist grünlich grau und dicht mit zwölf- bis 15-strahligen Sternhaaren besetzt.
Die Blütenstände sind 5 bis 12 Zentimeter lange, und 2,5 bis 6 Zentimeter breite, vielblütige zymöse Rispen. Der Blütenstiel ist 3 bis 5 Millimeter lang. Der Blütenbecher ist bei einem Durchmesser von etwa 3 Millimeter 3 bis 4 Millimeter lang. Die Kelchzipfel sind eiförmig oder dreieckig, 1,5 bis 2 Millimeter lang, 1,5 bis 2 Millimeter breit und dicht mit zehn- bis 15-strahligen Sternhaaren besetzt. Die Kronblätter sind weiß oder rosafarben, länglich, 5 bis 8 Millimeter lang und etwa 2,5 Millimeter breit. Die äußeren Staubblätter sind 3 bis 4 Millimeter lang, die inneren sind kürzer. Die Staubfäden sind spitz und zweizähnig, wobei die Zähne waagrecht stehen und nicht bis zu den Staubbeuteln reichen. Die Staubbeutel sind gestielt und rundlich. Die drei oder vier Griffel sind etwa 6 Millimeter lang. Die Kapselfrüchte sind halbkugelförmig, dicht sternhaarig und haben Durchmesser von 4 bis 5 Millimeter. Die Ningpo-Deutzie blüht von Mai bis Juli, die Früchte reifen von September bis Oktober.

## Vorkommen und Standortansprüche
Das natürliche Verbreitungsgebiet liegt im Osten von China in den Provinzen Anhui, Fujian, Hubei, Jiangxi, Shaanxi und Zhejiang. Die Ningpo-Deutzie wächst in Mischwäldern, auf Berghängen und in Tälern in 500 bis 800 Metern Höhe auf sauren bis schwach alkalischen, sandig-lehmigen bis lehmigen, humosen und nährstoffreichen Böden an  lichtschattigen und wintermilden Standorten. Die Art ist wärmeliebend und nur mäßig frosthart.

## Systematik
Die Ningpo-Deutzie (Deutzia ningpoensis) ist eine Art aus der Gattung der Deutzien (Deutzia). Sie wird in der Familie der Hortensiengewächse (Hydrangeaceae) der Unterfamilie Hydrangeoideae und der Tribus Philadelpheae zugeordnet. Die Art wurde 1911 von Alfred Rehder erstmals wissenschaftlich beschrieben. Das Artepitheton ningpoensis verweist auf die im Verbreitungsgebiet liegende Stadt Ningbo. Ein Synonym der Art ist Deutzia chunii Hu. Nicht anerkannt ist die Form Deutzia ningpoensis f. integrifolia D.T.Liu & J.Han.

## Verwendung
Die Ningpo-Deutzie wird selten als Zierstrauch verwendet.

## Nachweise